# Iddi Alkhag
Iddi Leif Deleuran Alkhag  (født 17. august 1978) er en dansk fodboldspiller, af tanzaniansk afstamning.
Han blev udnævnt som Årets Profil i 1. division i 1999.
Han spillede i Esbjerg fB, hvor han nåede at score 33 mål i 96 førsteholdskampe, før han i 2001 skiftede til Silkeborg IF. Her var han indtil sommeren 2007, hvor han havde spillet 125 førsteholdskampe for klubben med 41 mål til følge. Herefter spillede han en halv sæson som amatør i Boldklubben Frem, inden han i 2008 skrev kontrakt med, og spillede for HK Kopavogur i Island med 20 førsteholdskampe og 7 mål. Men kontrakten blev ophævet pga. finanskrisen.
Iddi Alkhag skrev i januar 2010 en 18 måneder lang kontrakt med Agrotikos Asteras i den næstbedste græske række. Han har spillet 15 U/21-landskampe.